# Просторный (Челябинская область)
Просторный — посёлок в Агаповском районе Челябинской области. Входит в состав Первомайского сельского поселения.

## География
Расположен в восточной части района, на берегу реки Гумбейки. Рельеф: полуравнина (Зауральский пенеплен); ближайшие высоты: 377 и 432 м (г. Маяк). Ландшафт: ковыльно-типчаковая степь. Связан грунтовыми дорогами с соседними населенными пунктами; к югу проходит Южно-Уральская железная дорога (участок Южсиба  Магнитогорск — Карталы). Расстояние до районного центра села Агаповка 28 км, до центра сельского поселения посёлка Первомайского 7 км.

## История
Возник в 1968 г. как населенный пункт при ГПТУ № 90, в том же году присвоено наименование: посёлок Просторный.

## Население
| 1970 | 1995 | 2002 | 2010 |
| ---- | ---- | ---- | ---- |
| 378  | ↘149 | ↗169 | ↘124 |

Национальный состав
Согласно результатам переписи 2002 года, в национальной структуре населения русские составляли 69 %.